# Pucallpa
Pucallpa (quechua: Puka Allpa; shipibo: May Ushin, 'Terra colorida') és una ciutat de la part centro-oriental del Perú, capital del departament d'Ucayali i de la província de Coronel Portillo. Se situa en el pla amazònic, al marge esquerre del riu Ucayali.
Aquesta ciutat és categoritzada com l'única urbs en Ucayali, sent el major centre poblat del departament.

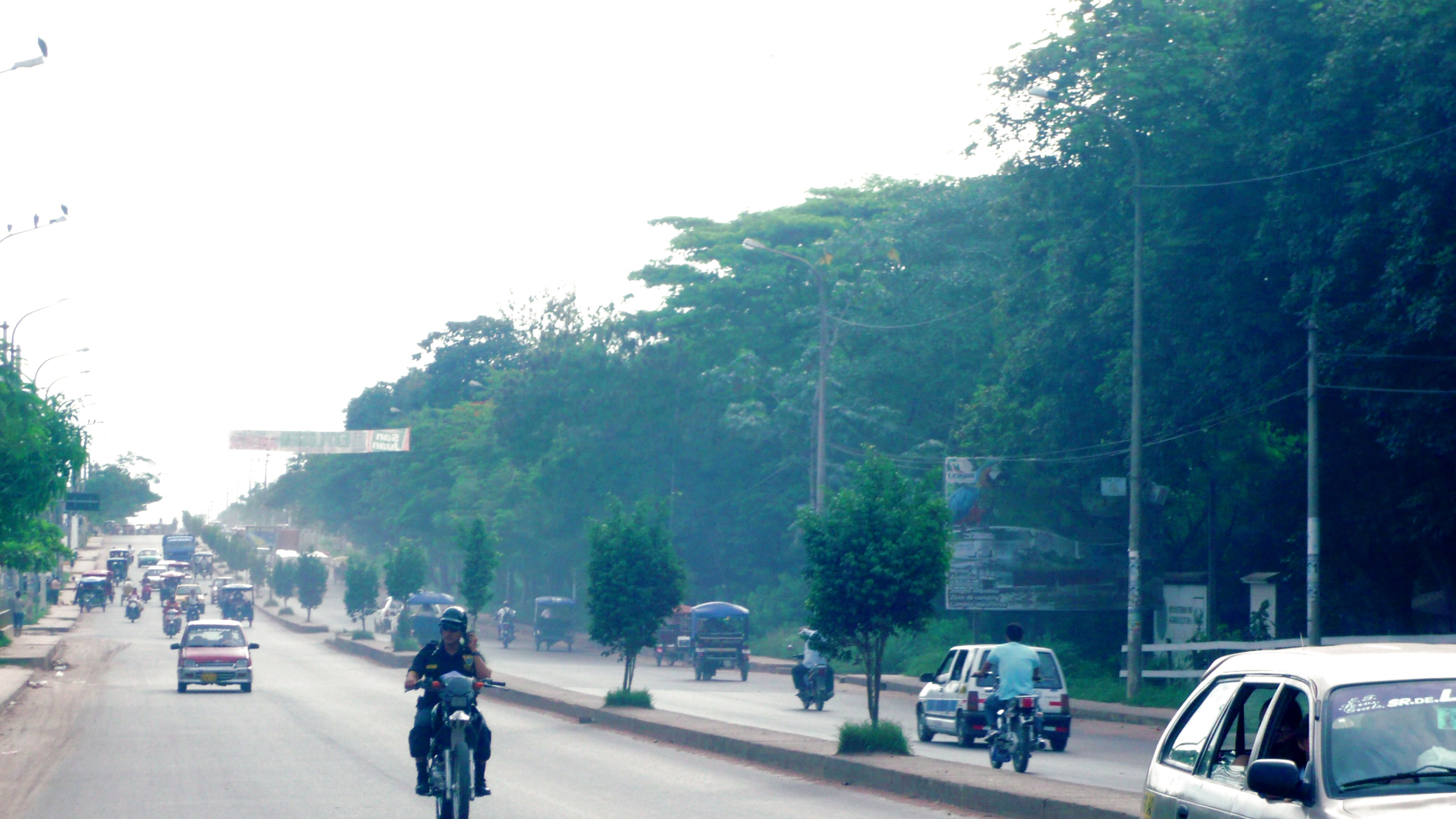
Avinguda Centenario i parc natural de Pucallpa.

La ciutat de Pucallpa segons l'Institut Nacional d'Estadística i Informàtica és la desena ciutat més poblada del Perú i albergava en l'any 2007 una població de 270.780 habitants.
Encara que emplaçada originalment en el districte de Callería, en la dècada de 1980 va conformar una conurbació amb les localitats de Puerto Callao (districte de Yarinacocha) i Sant Fernando (districte de Manantay, creat en el 2000).